# Öl- und Gasuniversität Ploiești
Die Öl- und Gasuniversität Ploieşti (rumänisch Universitatea Petrol-Gaze din Ploieşti) in Ploiești (Rumänien) ist eine der knapp 40 technischen Universitäten weltweit, die sich auf Erdöl- und Erdgasförderung spezialisiert haben.
Die Gründung erfolgte 1948 gegründet, 1973 gab es eine Fusion mit dem Bukarester Institut für Erdöl, Gas und Geologie und erhielt 1992 Universitätsstatus.
Die Hochschule bietet jeweils mehr als 25 Bachelor- und Masterprogramme sowie vier Doktoratsstudiengänge an. Sie hat über 11.000 Studierende und über 700 Mitarbeiter. Ihre Absolventen arbeiten in etwa 90 Ländern.

## Fakultäten und Forschungszentren
Es gibt fünf Fakultäten:
- Erdöl- und Erdgasingenieurwesen
- Maschinenbau und Elektrotechnik
- Erdölverarbeitung und Petrochemie
- Wirtschaftswissenschaften
- Geisteswissenschaften

In elf Forschungszentren wird u. a. zu folgenden Themen gearbeitet:
- Materialwissenschaften
- Zuverlässigkeit und technische Sicherheit
- Dynamik und Lebensdauer von Ausrüstungen
- Automation
- Elektronik
- Kohlenwasserstoffvorkommen
- EU-Politik in der Schwarzmeerregion

Die Hochschule verfügt über ein didaktisches und Fernlehrzentrum.